# Militärzeitung
Unter einer Militärzeitung wird eine Zeitung verstanden, die von Militärbehörden oder Soldaten herausgegeben wird und sich entweder an eigene oder gegnerische Soldaten oder an die gegnerische Zivilbevölkerung richtet.

## Zeitungstyp
Die Herausgabe von Zeitungen ist eine Tätigkeit, die traditionell nicht nur zivile Behörden und private Verleger ausüben, sondern die auch vom Militär betrieben wird. Die Gelegenheiten und Zielgruppen, zu denen bzw. für die solche Zeitungen herausgegeben werden, sind dabei relativ vielfältig: Militärzeitungen erscheinen sowohl im Krieg wie in Friedenszeiten, sie sollen sowohl die eigenen Soldaten, die feindlichen Truppen sowie auch die gegnerische Zivilbevölkerung informieren bzw. propagandistisch beeinflussen.
Die Zeitungen werden in der Regel von eigens beauftragten besonderen Militärdienststellen hergestellt. Doch insbesondere in den monatelangen Stellungskriegen des Ersten Weltkrieges wurden sie aber auch von der soldatischen Basis produziert („Schützengrabenzeitung“).

## Systematisierung

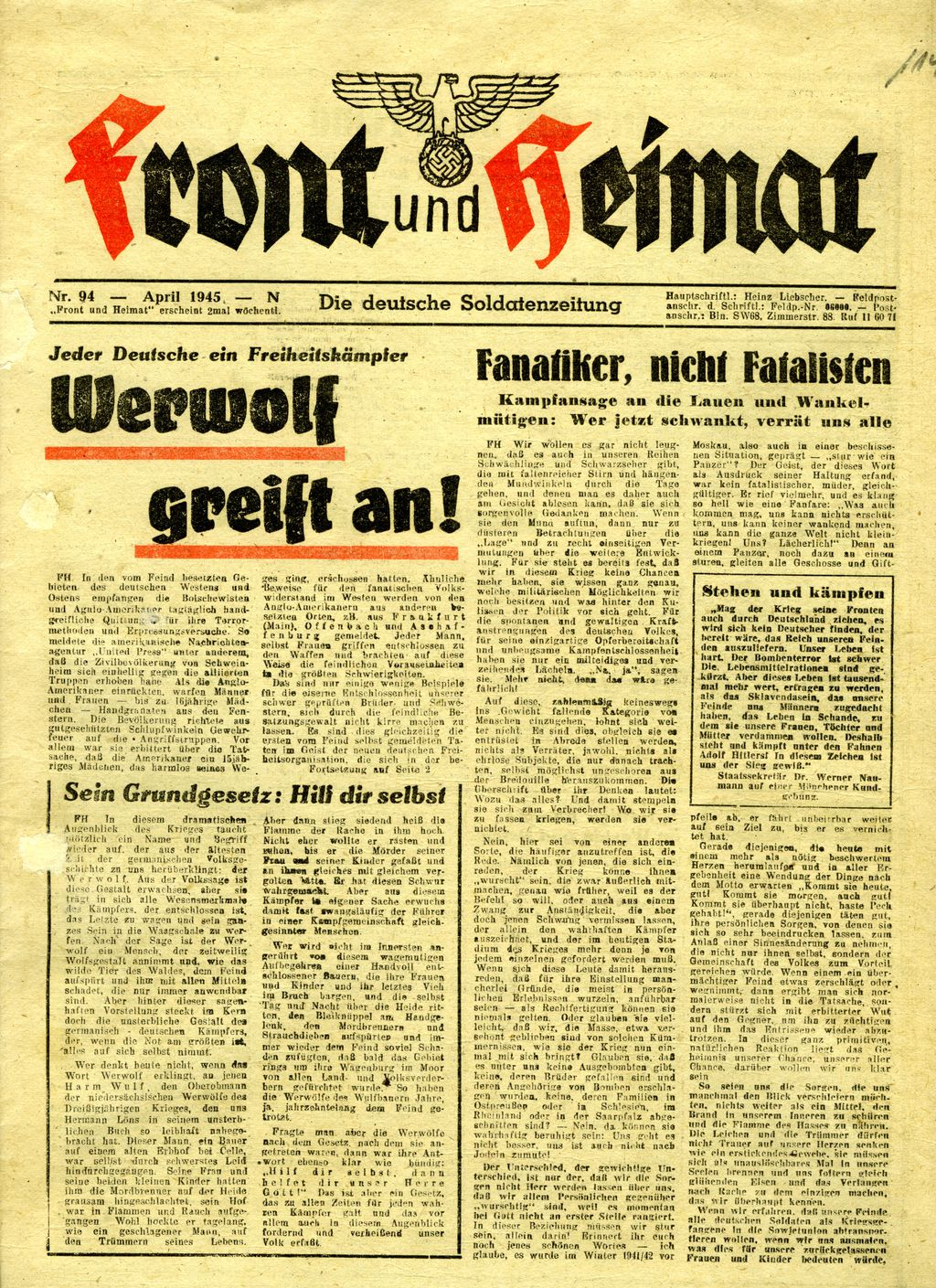
Titelblatt der nationalsozialistischen Soldatenzeitung Front und Heimat (Berlin, April 1945).

Die Benennung dieser Zeitungen ist nicht konsistent. Zum einen wird bei der Bezeichnung nicht nach den unterschiedlichen Funktionen unterschieden, zum anderen existieren für ein und denselben Zeitungstyp unterschiedliche Bezeichnungen. Die für die eigenen Truppen produzierten deutschen Zeitungen wurden so sowohl „Feldzeitungen“, „Kriegszeitungen“, „Soldatenzeitungen“ und im Zweiten Weltkrieg auch noch „Frontzeitungen“ genannt. „Soldatenzeitungen“ werden zugleich in der Literatur alle für Soldaten hergestellten Blätter genannt, unabhängig von der Tatsache, dass sich die Funktion und Aufgabe dieser Blätter in Kriegs- und in Friedenszeiten stark unterscheiden.
Systematisiert zusammengefasst werden zu den Militärzeitungen insgesamt gezählt:
1. Feld- oder Kriegszeitungen, die von Militärdienststellen für die eigenen Truppenteile oder aus eigenem Antrieb von Soldaten für ihre Kameraden (Schützengrabenzeitungen) hergestellt wurden;
2. Lagerzeitungen oder Kriegsgefangenenzeitungen, die für kriegsgefangene gegnerische Soldaten herausgegeben wurden;
3. Zeitungen, die während eines Militäreinsatzes als Propagandazeitung für die gegnerischen Truppen oder die feindliche Zivilbevölkerung herausgegeben wurden;
4. Daneben wurden reguläre Tageszeitungen, die zu Kriegsbeginn Jubel-Sonderausgaben druckten, als ‚Kriegszeitung’ betitelt, genauso wie vor allem in späteren Kriegsjahren aus kriegswirtschaftlichen Gründen Notzeitungen mit verringerten Umfang und/oder Größe als Kriegszeitungen bezeichnet wurden.

Schematisch lassen sich die unterschiedlichen Funktionen und Bezeichnungen der Militärzeitungen wie folgt sortieren:
| Zielgruppe                          | gängige Bezeichnungen                                                                                 |                            |
| ----------------------------------- | --- | -------------------------- |
|                                     | Kriegsphase/Auslandseinsatz                                                                           | Heimateinsatz              |
| Eigene Truppen                      | Kriegs-, Front-, Soldaten-, Armee- oder Feldzeitung, Feldlagerzeitschrift sowie Schützengrabenzeitung | Soldatenzeitung            |
| Gegner. Truppen                     | Lagerzeitung, (militärische) Propagandazeitung                                                        | –                          |
| Gegner. Zivilbevölkerung            | Propagandazeitung, Besatzungszeitung, Heeresgruppen-, Armeegruppen- oder Frontzeitung                 | –                          |
| Allgem. militärische Öffentlichkeit | | Militär. Fachzeitschriften |

### Feldzeitung

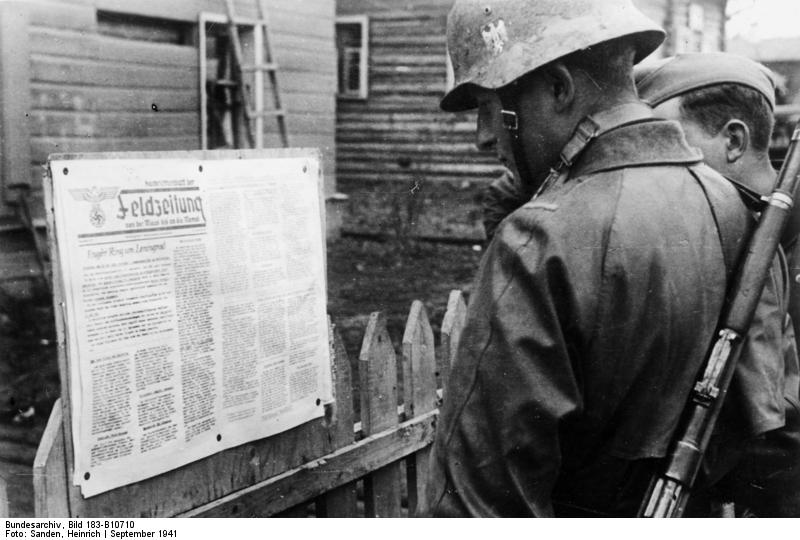
Deutsche Wehrmachtssoldaten beim Lesen einer öffentlichen Feldzeitung an der Sowjetfront (September 1941).

Feldzeitungen werden für die sich im Kriege (bzw. heute auch im Auslandseinsatz) befindlichen Soldaten herausgegeben. Diese Zeitungen haben das Ziel, die Soldaten, die während der Kriegshandlungen zumeist keinen Zugriff auf ihre üblichen Zeitungen haben, über die politische und militärische Lage zu informieren. Zugleich dienen diese Zeitungen der Meinungslenkung, um etwa die Kampfkraft zu erhalten und feindlicher Propaganda entgegenzuwirken.
Als erste Feldzeitungen, die für die eigenen Truppen hergestellt wurden, gelten die von den französischen Revolutionsheeren der Jahre 1782 bis 1794 herausgegebenen Argus du département et de l'armée du Nord und Le Postillon des armées. In deutscher Sprache erschienen 1794 die Geprüfte Tagschrift der gesamten kombinierten Armeen und 1813 die bremische Zeitung aus dem Feldlager.
Im deutschen Sprachraum erlebten die Feldzeitungen nach einem ersten Höhepunkt in den Befreiungskriegen 1813 bis 1815 ihre Blüte im Ersten Weltkrieg mit vermutlich mehr als 115 Titeln.
Im Zweiten Weltkrieg sind mehr als 40 dieser in jener Zeit auch als Frontzeitungen bezeichneten Zeitungen erschienen.
Nach 1945 gaben deutsche Militärdienststellen (das Heeresführungskommando, Koblenz, das damals die Auslandseinsätze führte) erstmals im Januar 1997 wieder Feldzeitungen bzw. Feldlagerzeitschriften heraus. Als erstes wurde zunächst für die in Bosnien-Herzegowina stationierten SFOR-Truppen „Der Keiler“ an der kroatischen Adriaküste eingesetzten Bundeswehrsoldaten der IFOR konzipiert, der nach dem Minenräumpanzer „Keiler“ benannt war. 1998 folgte ergänzend für in Mazedonien und später im Kosovo die Feldzeitung Maz & More (m&m) für den deutschen Anteil der KFOR. Inoffiziell war m&m wie auch „Der Keiler“ auch für die Deutsch sprechenden Truppenteile der Schweizer, Österreicher und Italiener in Bosnien und im Großraum Prizren gemacht. Chefredakteure und Redakteure der jeweiligen Redaktionsteams bestanden größtenteils aus Reservisten bzw. ebenfalls im Zivilberuf arbeitenden Printjournalisten. Der Keiler erreichte eine Auflage von bis zu 3.000 Exemplaren und erschien 1997 und 2002 zeitweilig zweisprachig deutsch und französisch für die deutsch-französische Brigade bzw. deutsch und italienisch für das deutsch-italienische SFOR-Kontingent. 2008, d. h. mit dem Abzug des Großteils der deutschen Truppen (nun EUFOR) aus Bosnien-Herzegowina sowie mit der folgenden Schließung der Feldlager in Mostar (Herzegovina) und später in Rajlovac (Sarajevo/Bosnien), wurde Der Keiler eingestellt.
Im Januar 2011 wurde mit Maz & More die letzte offizielle Feldzeitung eingestellt. Bis zum heutigen Tag gibt es keine offizielle Feldzeitung mehr.
Die in Afghanistan stationierten deutschen Soldaten (ISAF) verfügen über keine eigene Feldzeitung.

### Schützengrabenzeitung
Inoffizielle Feldzeitungen wurden bereits seit dem Ersten Weltkrieg auch von den Soldaten selbst erstellt. Hier fehlte meist der propagandistische Anteil und die Zeitungen hatten mehr unterhaltsame und humoristische Inhalte. Ein Beispiel hierfür kann die erhaltene Bierzeitung der Besatzung des U-Bootes U 2540 sein, die zur Indienststellung des Bootes und zur ersten Zusammenstellung der Mannschaft herausgegeben wurde.
Die anfangs zumeist mit primitivsten Mitteln in direkter Frontnähe hergestellten Blätter hatten die Funktion, die psychischen Belastungen des Krieges zu kompensieren. Sie waren für einen kleinen Leserkreis bestimmt. Nachdem die Zensurbehörden von den Blättern Notiz genommen hatten, entwickelte das Militär diese zu regulären Feldzeitungen.

### Lagerzeitung
Lagerzeitungen entstanden erst mit dem modernen Krieg und der in diesem Rahmen anfallenden großen Zahl von Kriegsgefangenen. Insbesondere nach dem Zweiten Weltkrieg, als hunderttausende deutscher Soldaten in alliierte Kriegsgefangenschaft gerieten, gab es eine Vielzahl von deutschsprachigen Lagerzeitungen, etwa 1946 und 1947 die Lagerzeitung des Lagers 127 im französischen Châteauroux, die Lager-Zeitung in Colmar oder 1947 die Lagerzeitung des Dépôt 105 in Straßburg. Auf deutscher Seite sind entsprechende Titel nur spärlich belegt, etwa für 1941 die Lagerzeitungen Klic (Der Ruf) für russische oder Nova doba (Neue Zeit) für ukrainische Kriegsgefangene. Im deutschen „Oflag 64“ (kurz für Offizierslager 64) im polnischen Szubin verlegten die dort inhaftierten amerikanischen Offiziere zwischen 1943 und 1945 die Lagerzeitung ITEM, die neben Kultur- und Satirebeiträgen hauptsächlich über den Sportbetrieb im Lager berichtete.

### Besatzungszeitung
siehe auch Hauptartikel: Heeresgruppenpresse

### Militärische Fachzeitschrift
Militärische Fachzeitschriften informieren eine interessierte Öffentlichkeit über „die neuesten Einrichtungen und Verfügungen bei den Armeen und Truppenkorps aller Staaten, und die neuen Erscheinungen in der militärischen Welt“. Hierzu gehören etwa Blätter wie die Allgemeine Militär-Zeitung, die Österreichische Militärische Zeitschrift oder das Militär-Wochenblatt.